# Mistrovice
Mistrovice (německy Mistrowitz, Meisterdorf) jsou obec v okrese Ústí nad Orlicí. Žije zde 641 obyvatel.

## Název
Pokud se týče jména Mistrovice, je pro vysvětlení pouze jediný písemný podklad a to dílo dr. Antonína Profouse pojednávající o vzniku jmen obcí a měst země České a Moravské. Autor odvozuje název Mistrovice od příjmení Mistr, neboť v dostupných dokumentech se pojednává o vsi a lidu mistrovních.

## Historie
První zaručené zmínky o vzniku obce pochází z roku 1371. V pozůstatcích zemských desk je uváděn v majetku Oty z Olešné též díl Mistrovic. Další údaje jsou v souvislosti o statku Orlici a panství žampašském z let 1392, 1513, 1560, 1565 a 1601. Z těchto záznamů je patrné, že vesnice byla rozdělena na dvě části. Teprve v roce 1650 jsou Mistrovice jako jeden celek, kdy obě panství vlastnil jeden majitel, a to Mikuláš Vitanovský z Vlčkovic.
První podrobné informace pochází z roku 1654, z tak zvané berní rule. Uvádí se 22 domů a 130 obyvatel. V dokumentech pocházejících z roku 1875 je to již 850 obyvatel a 129 domů. Od té doby počet domů stoupal, ale obyvatel ubývalo. V roce 1934 žilo v obci 684 obyvatel a domů bylo již 150. V roce 2001 je to pouze 589 obyvatel, ale domů již 210. V posledních létech byl největší přírůstek domů v roce 1975–1990 a to 25 nově postavených rodinných domků a jeden bytový s 6 byty. V létech 1990–2001 přibylo dalších 5 rodinných domků a další bytový dům s 16 byty.

## Obyvatelstvo
| Rok            | 1869 | 1880 | 1890 | 1900 | 1910 | 1921 | 1930 | 1950 | 1961 | 1970 | 1980 | 1991 | 2001 | 2011 | 2021 |
| -------------- | ---- | ---- | ---- | ---- | ---- | ---- | ---- | ---- | ---- | ---- | ---- | ---- | ---- | ---- | ---- |
| Počet obyvatel | 794  | 819  | 744  | 734  | 723  | 745  | 684  | 545  | 547  | 509  | 568  | 549  | 578  | 609  | 575  |
| Počet domů     | 129  | 131  | 135  | 137  | 135  | 138  | 150  | 163  | 150  | 135  | 143  | 183  | 193  | 201  | 211  |

## Obecní správa
Mezi lety 1850–1869 Mistrovice patřily jako osada obce k Lubníku v okrese Žamberk. Od roku 1880 byly obcí v okrese Žamberk (1869–1950) a později v okrese Ústí nad Orlicí.

### Obecní symboly
Znak a vlajka byly obci uděleny rozhodnutím předsedy Poslanecké sněmovny Parlamentu České republiky dne 26. května 2000.
- Znak: Ve stříbrném štítě vyrůstá mezi dvěma stonky lnu, každý s jedním modrým květem a zlatým středem, květ střevíčníku pantoflíčku přirozené barvy.
- Vlajka: List tvoří dva vodorovné pruhy, bílý a zelený, v poměru 2:1. V bílém pruhu květ střevíčku pantoflíčku, dole provázaný dvěma modrými květy lnu se žlutými středy. Poměr šířky k délce listu je 2:3.[9]

## Pamětihodnosti

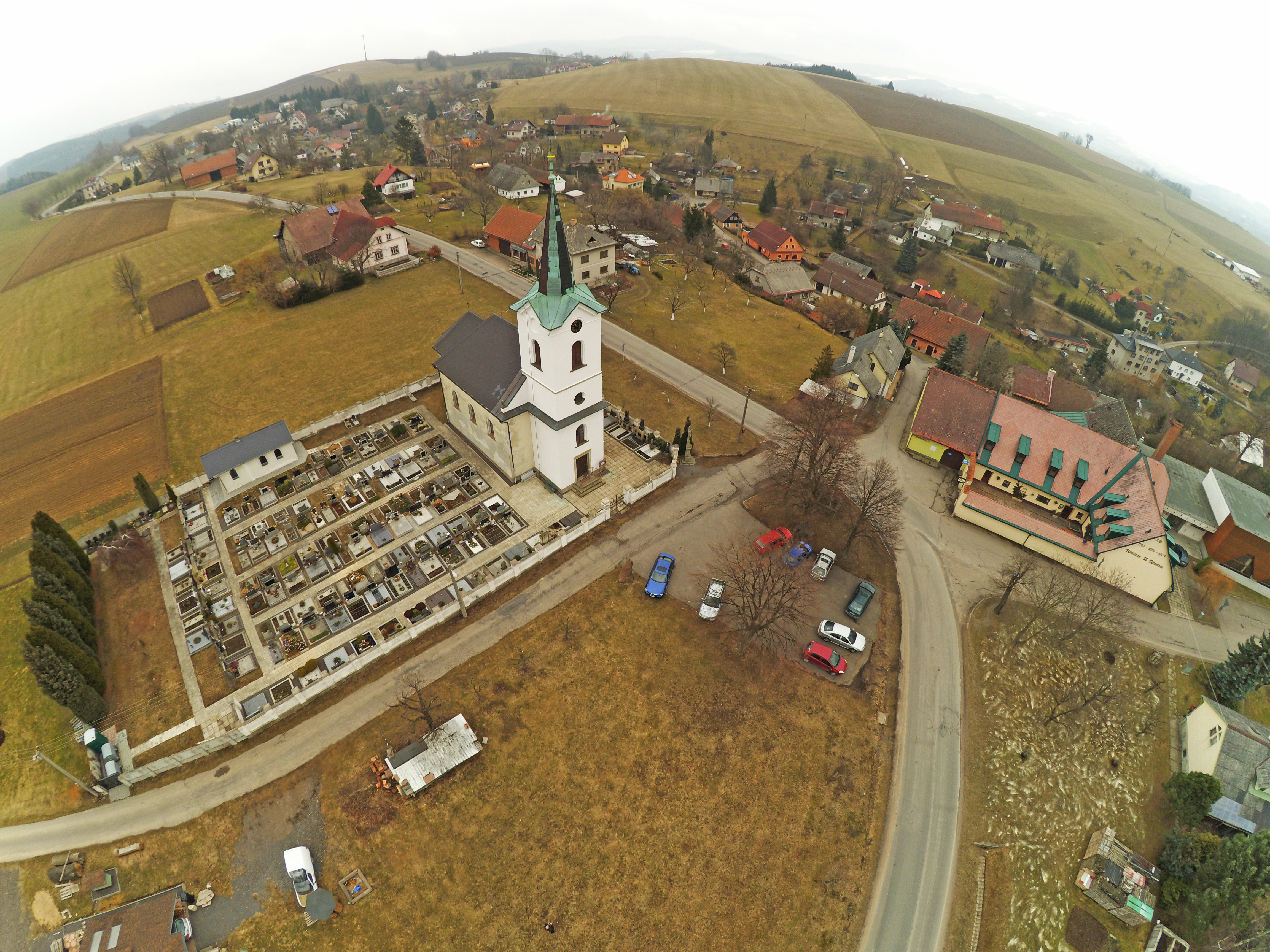
Kostel a starobylý hostinec

- Mariánský sloup u kostela
- Krucifix u čp. 63
- Krucifix u kostela
- Venkovská usedlost čp. 33
- Kostel svatého Jana a Pavla

### Historie kostela svatého Jana a Pavla
Stavba kostela s hřbitovem byla započata v roce 1876 především z důvodu snadnějšího pohřbívání, protože do té doby se pochovávalo na vzdálený hřbitov na Orlici. Pozemek na stavbu přenechal bezplatně Peregrín Baláš a základní kámen byl položen vikářem Antonínem Buchtelem v dubnu 1876. Práce řídil zednický mistr Doleček ze Sobkovic podle plánů stavitele Aloise Petříka z Kyšperka. Kostel byl hotov ještě ten rok, a různí dárci věnovali různé předměty, např. zvony, hlavní ornát, obraz sv. Jana a Pavla od akad. malíře Kašpara Neškudly z Jablonného, monstrance, kalich, lampa na věčné světlo, lustr atd. Sbírkami bylo v roce 1877 vybráno na křížovou cestu od samouka Ferdinanda Vorlíčka z Jablonného n. O. a obraz sv. Jana Křtitele od Jana Dolečka. Na starší varhany se v roce 1880 složila celá obec. Slavnost svěcení se konala 1. října 1876.
V roce 1883 se podařilo obstarat dva postranní oltáře, rok poté smuteční prapor a v roce 1880 byly pořízeny věžní hodiny. V roce 1926 byla provedena vnitřní obnova kostela. Zcela novým způsobem a podle nových liturgických zásad byl interiér kostela upraven v letech 1966–1967 ak. mal. Vojmírem Vokolkem (1910–2001) z Pardubic. Iniciativa k tomuto kroku přišla od správce letohradské farnosti P. Františka Karla, který byl nadšeným propagátorem uskutečňovaných změn v liturgii po Druhém vatikánském koncilu. Stěny zdobí čtyři fresky s motivy: Ježíš a jeho přátelé, Rodokmen Kristův, Návštěva Hospodina u Abraháma, Církev svatá. Vokolek rovněž navrhl křížovou cestu, obětní stůl, ambon, sedadla a svatostánek. Celá úprava vzbudila ve své době řadu rozporných názorů, ale postupem času se hladina rozhořčení uklidnila. Dnes patří unikátní výzdoba mistrovického kostela k nejzachovalejším z deseti Vokolkových sakrálních realizací v Česku.